# Seijū Sentai Gingaman
Mega Rangers Gôgô Five
Seijū Sentai Gingaman (星獣戦隊ギンガマン, Seijū Sentai Gingaman, littéralement Gingaman, l'escadron des animaux stellaires) est une série télévisée japonaise du genre sentai en 50 épisodes de 25 minutes produite en 1998.

## Synopsis
Il y a 3 000 ans, les pirates de l'espace Barban tentèrent d'envahir la Terre. Mais ils furent repoussés par les Starbeasts et les premiers
Gingamen. Un jour, alors que les pirates projettent de revenir, les 133es descendants des Gingamen originaux se dressent contre eux.

## Personnages

### Gingamen
- Ryôma (リョウマ, Ryōma?) / Ginga Red (ギンガレッド, Ginga Reddo?) : Il est connu en tant que « Guerrier du Feu » (「火の戦士」, « Hi no Senshi »?).
- Hayate (ハヤテ, Hayate?) / Ginga Green (ギンガグリーン, Ginga Gurīn?) : Il est connu en tant que « Guerrier du Vent » (「風の戦士」, « Kaze no Senshi »?).
- Gôki (ゴウキ, Gōki?) / Ginga Blue (ギンガブルー, Ginga Burū?) : Il est connu en tant que « Guerrier de l'Eau » (「水の戦士」, « Mizu no Senshi »?).
- Hikaru (ヒカル, Hikaru?) / Ginga Yellow (ギンガイエロー, Ginga Ierō?) : Il est connu en tant que « Guerrier du Tonnerre » (「雷の戦士」, « Kaminari no Senshi »?).
- Saya (サヤ, Saya?) / Ginga Pink (ギンガピンク, Ginga Pinku?) : Elle est connue en tant que « Guerrière des Fleurs » (「花の戦士」, « Hana no Senshi »?).
- Hyûga (ヒュウガ, Hyūga?) (épisodes 1, 2, 25-50, Gingaman vs. Megaranger, GoGo Five vs. Gingaman) : Il est connu en tant que « Guerrier du Feu » (「火の戦士」, « Hi no Senshi »?). C'est le frère biologique de Ryôma.

L'appel nominal se conclut par « Les lames légendaires traverseront la galaxie ! » (「銀河を貫く伝説の刃！」, « Ginga wo tsuranuku densetsu no yaiba! »), suivi de « Seijū Sentai Gingaman ! » (「星獣戦隊ギンガマン！」, « Seijū Sentai Gingaman! »)

### Club équestre Silver Star
- Haruhiko Aoyama (青山 晴彦, Aoyama Haruhiko?) : Le père de Yûta, également propriétaire du club. Croyant depuis toujours en l'existence de la forêt Ginga, il accepte d'héberger les 133es Gingamen après que ces derniers eurent été contraints de fuir cette dernière.
- Yûta Aoyama (青山 勇太, Aoyama Yūta?) : Le fils d'Haruhiko. Ne croyant originellement pas en l'existence de la forêt Ginga, il changera d'avis après avoir été témoins de la naissance des 133es Gingamen.

### Alliés
- Chevalier noir, Bull Black (黒騎士ブルブラック, Kuro Kishi Buru Burakku?) (épisodes 17-25)
- Krantz (クランツ, Kurantsu?) (épisodes 19 (flashback), 25)
- Fairy Bokku (妖精ボック, Yoshi Bokku?)
- Orghi l'Ancien (長老オーギ, Choro Ōgi?) (épisodes 1-2, 50)
- Arbre de sagesse, Moak (知恵の樹モーク, Chie no ki Mōku?) (épisodes 3-48, 50, Gingaman vs. Megaranger)

### Pirates de l'espace Barban
Les pirates de l'espace Barban (宇宙海賊バルバン, Uchū Kaizoku Baruban) sont un groupe de pirates ayant détruit de nombreuses planètes dans la Voie lactée. Ils opèrent depuis l'invincible château tapageur (荒くれ無敵城, Arakure Mutekijō).
- - Capitaine Zahab (ゼイハブ船長, Zeihabu-senchō?) :
  - Capitaine Gregory (グレゴリ艦長, Guregori-kanchō?) (Gingaman vs. Megaranger) :
  - Steerwoman Shelinda (操舵士シェリンダ, Sōdashi Sherinda?) (épisodes 1-49, Gingaman vs. Megaranger) :
  - Érudit-barrique, Bucrates (樽学者ブクラテス, Tarugakusha Bukuratesu?) (épisodes 1-35)

Plus bas dans la hiérarchie on trouve les généraux de l'armée Barban.
- - Maître du pistolet, Sambash (銃頭サンバッシュ, Jūtō Sanbasshu?) (épisodes 1-12, 18-19 (flashback), Gingaman vs. Megaranger) :
  - Général de l'épée, Budô (剣将ブドー, Kenshō Budō?) (épisodes 1-3, 12-24, Gingaman vs. Megaranger)
  - Impératrice spectrale, Iliess (妖帝イリエス, Yōtei Iriesu?) (épisodes 1-3, 13, 19 (flashback), 20, 22-34, Gingaman vs. Megaranger)
  - Roi de la destruction, Battobas (破王バットバス, Ha-ō Battobasu?) (épisodes 1-3, 13, 19 (flashback), 24, 29-30, 33-49, Gingaman vs. Megaranger)

Les soldats pirates Yartots (賊兵ヤートット, Zokuhei Yātotto) sont les fantassins de Barban.

## Arsenal
- Ginga Brace (ギンガブレス, Ginga Buresu?) : transformateur des Gingamen. Ils revêtent leurs armures par la commande « Réincarnation galactique ! » (「ギンガ転生！」, « Ginga Tensei! »?)
- Starbeast Sword (星獣剣, Seijūken?) : Épée individuelle des Gingamen.
- Beast Racehorses (獣走馬, Jūsōba?) : Chevaux individuels de l'équipe :
  - Red Spark (レッドスパーク, Reddo Supāku?) : Un cheval blanc chevauché par Ginga Red.
  - Green Wind (グリーンウィンド, Gurīn Uindo?) : Un cheval noir chevauché par Ginga Green.
  - Blue Horizon (ブルーホライズン, Burū Horaizun?) : Un cheval beige chevauché par Ginga Blue.
  - Yellow Thunder (イエローサンダー, Ierō Sandā?) : Un cheval bai chevauché par Ginga Yellow.
  - Pink Flower (ピンクフラワー, Pinku Furawā?) : Un cheval bai chevauché par Ginga Pink.
- Lames mécaniques Kiba (自在剣機刃, Jizaiken Kiba?) : Lames individuelles des Beastmen, dont la réunion permet de lancer l'attaque Colère impériale Kiba (機刃の激輪, Kiba no Gekirin?). Elles peuvent également être employées comme armes individuelles :
  - Kiba Cutter (キバカッター, Kiba Kattā?) : Employés par Ginga Red, avec sa technique Fire Cut.
  - Kiba Shot (キバショット, Kiba Shotto?) : Employés par Ginga Green, avec sa technique Blast Shoot.
  - Kiba Claw (キバクロー, Kiba Kurō?) : Employés par Ginga Blue, avec sa technique Tsunami Hit.
  - Kiba Knives (キバナイフ, Kiba Naifu?) : Employés par Ginga Yellow, avec sa technique Lightning Cut.
  - Kiba Arrow (キバアロー, Kiba Arō?) : Employée Ginga Pink.

## Mechas
- Guerrier animal galactique Gingai-Oh (銀河獣ギンガイオー, Ginga Jūshi Gingai-Ō?) (épisode 7) : formé à partir des cinq Starbeasts :
  - Starbeast Ginga Leon (星獣ギンガレオン, Seijū Ginga Reon?) : piloté par Ginga Red.
  - Starbeast Gingalcon (星獣ギンガルコン, Seijū Gingarukon?) : piloté par Ginga Green.
  - Starbeast Gingarilla (星獣ギンガリラ, Seijū Gingarira?) : piloté par Ginga Blue.
  - Starbeast Ginga Verick (星獣ギンガベリック, Seijū Ginga Berikku?) : piloté par Ginga Yellow.
  - Starbeast Gingat (星獣ギンガット, Seijū Gingatto?) : piloté par Ginga Pink.

L'assemblage a lieu à partir de la commande « Fusion astriko-zoïque ! » (「星獣合体！」, « Seijū Gattai! »). Il est armé de l'épée Silver-Armor (銀鎧剣, Gingaiken) et de l'arbalète Galcon (ガルコンボーガン, Garukon Bōgan). Ses attaques finales sont « Galaxy Beast King Cut! » (「銀河大獣王斬り！」, « Ginga Daijū-ō Kiri! ») et « Boulet météoroïde ! » (「流星弾！」, « Ryūseidan! »).
- Heavy Starbeast Gô Taurus (重星獣ゴウタウラス, Jūseijū Gō Taurasu?) (épisode 19) : piloté par Bull Black.
- Combined Beast-Warrior Bull Taurus (合身獣士ブルタウラス, Gasshin Jūshi Buru Taurasu?) : formé à partir de Gô Taurus.
- Steel Starbeast Giga Rhinos (鋼星獣ギガライノス, Kōseijū Giga Rainosu?) (épisode 29) : formé à partir des cinq Giga Wheels :
  - Giga Wheel 1 (ギガホイール１, Giga Hoīru Wan?) : piloté par Ginga Red.
  - Giga Wheel 2 (ギガホイール２, Giga Hoīru Tsū?) : piloté par Ginga Green.
  - Giga Wheel 3 (ギガホイール３, Giga Hoīru Surī?) : piloté par Ginga Blue.
  - Giga Wheel 4 (ギガホイール４, Giga Hoīru Fō?) : piloté par Ginga Yellow.
  - Giga Wheel 5 (ギガホイール５, Giga Hoīru Faibu?) : piloté par Ginga Pink.

L'assemblage a lieu à partir de la commande « Fusion ! » (「合体！」, « Gattai! »).
- Steel Starbeast Giga Phoenix (鋼星獣ギガフェニックス, Kōseijū Giga Fenikkusu?) (épisode 29) : formé à partir des cinq Giga Wings :
  - Giga Wing 1 (ギガウィング１, Giga Uingu Wan?) : piloté par Ginga Red.
  - Giga Wing 2 (ギガウィング２, Giga Uingu Tsū?) : piloté par Ginga Green.
  - Giga Wing 3 (ギガウィング３, Giga Uingu Surī?) : piloté par Ginga Blue.
  - Giga Wing 4 (ギガウィング４, Giga Uingu Fō?) : piloté par Ginga Yellow.
  - Giga Wing 5 (ギガウィング５, Giga Uingu Faibu?) : piloté par Ginga Pink.

L'assemblage a lieu à partir de la commande « Fusion ! » (「合体！」, « Gattai! »).
- Giant Steel Starbeast Giga Bitus (巨大鋼星獣ギガバイタス, Kyodai Kōseijū Giga Baitasu?) : Transporte les Giga Wheels et les Giga Wings.
- Super Armor Shine Gingai-Oh (超装光ギンガイオー, Chōsōkō Gingai-Ō?) : formé à partir des cinq Silver Starbeasts :
  - Silver Starbeast Ginga Leon (銀星獣ギンガレオン, Ginseijū Ginga Reon?) : piloté par Ginga Red.
  - Silver Starbeast Gingalcon (銀星獣ギンガルコン, Ginseijū Gingarukon?) : piloté par Ginga Green.
  - Silver Starbeast Gingarilla (銀星獣ギンガリラ, Ginseijū Gingarira?) : piloté par Ginga Blue.
  - Silver Starbeast Ginga Verick (銀星獣ギンガベリック, Ginseijū Ginga Berikku?) : piloté par Ginga Yellow.
  - Silver Starbeast Gingat (銀星獣ギンガット, Ginseijū Gingatto?) : piloté par Ginga Pink.

## Épisodes
1. Les lames du légendaire (伝説の刃（やいば）, Densetsu no Yaiba?)
2. The Starbeasts' Return (星獣の再来, Seijū no Sairai?)
3. The Earth's Wisdom (大地の知恵, Daichi no Chie?)
4. The Earth's Heart (アースの心, Āsu no Kokoro?)
5. The Sure-Kill Fang (必殺の機刃（きば）, Hissatsu no Kiba?)
6. The Starbeasts' Crisis (星獣の危機, Seijū no Kiki?)
7. Time of Revival (復活の時, Fukkatsu no Toki?)
8. Love's Culinary (愛情の料理, Aijō no Ryōri?)
9. Secret Kitten (秘密の子猫, Himitsu no Koneko?)
10. The Wind's Flute (風の笛, Kaze no Fue?)
11. A Warrior's Devotion (戦士の純情, Senshi no Junjō?)
12. Nightmare Reunited (悪夢の再会, Akumu no Saikai?)
13. Beast Attack Rehearsal (逆転の獣撃棒, Gyakuten no Jūgekibō?)
14. Two Sayas (二人のサヤ, Futari no Saya?)
15. Terrifying Hiccups (恐怖のしゃっくり, Kyōfu no Shakkuri?)
16. Homeland of the Heart (心の故郷, Kokoro no Kokyō?)
17. True Courage (本当の勇気, Hontō no Yūki?)
18. The Mysterious Black Knight (謎の黒騎士, Nazo no Kuro Kishi?)
19. The Vengeful Knight (復讐の騎士, Fukushū no Kishi?)
20. The One-Man Battle (ひとりの戦い, Hitori no Tatakai?)
21. The Tomato's Trial (トマトの試練, Tomato no Shiren?)
22. Appearance of Light (光の出現, Hikari no Shutsugen?)
23. End of the Contest (争奪の果て, Sōdatsu no Hate?)
24. Budou's Tenacity (ブドーの執念, Budō no Shūnen?)
25. The Black Knight's Determination (黒騎士の決意, Kuro Kishi no Ketsui?)
26. Brothers of Flame (炎の兄弟, Honō no Kyōdai?)
27. The Mummy's Allure (ミイラの誘惑, Miira no Yūwaku?)
28. Papa's Sudden Change (パパの豹変, Papa no Hyōhen?)
29. Dark Merchant (闇の商人, Yami no Shōnin?)
30. Steel Starbeasts (鋼の星獣, Hagane no Seijū?)
31. Cursed Stone (呪いの石, Noroi no Ishi?)
32. The Mobile Horse of Friendship (友情の機動馬, Yūjō no Kidō Uma?)
33. Yearning for Saya (憧れのサヤ, Akogare no Saya?)
34. Invulnerable Iliess (不死身のイリエス, Fujimi no Iriesu?)
35. Gouki's Choice (ゴウキの選択, Gōki no Sentaku?)
36. Invincible Haruhiko (無敵の晴彦, Muteki no Haruhiko?)
37. Bucrates's Ambition (ブクラテスの野望, Bukuratesu no Yabō?)
38. Hyuuga's Determination (ヒュウガの決断, Hyūga no Ketsudan?)
39. The Heart's Massage (心のマッサージ, Kokoro no Massāji?)
40. The Majin of Sadness (哀しみの魔人, Kanashimi no Majin?)
41. The Demon-Beast's Revival (魔獣の復活, Majū no Fukkatsu?)
42. The Horrible Demon-Beast (戦慄の魔獣, Senritsu no Majū?)
43. Legendary Footprints (伝説の足跡, Densetsu no Ashioto?)
44. Earth's Demon-Beast (地球の魔獣, Chikyū no Majū?)
45. The Fairy's Tears (妖精の涙, Yōsei no Namida?)
46. Winds of Rage (怒りの風, Ikari no Kaze?)
47. The Demon's Scheme (悪魔の策略, Akuma no Sakuryaku?)
48. Moak's End (モークの最期, Mōku no Saigo?)
49. The Miraculous Mountain (奇跡の山, Kiseki no Yama?)
50. Tomorrow's Legends (明日の伝説（レジェンド）, Ashita no Rejendo?)

## Distribution
Les héros
- Kazuki Mahera : Ryōma/Ginga Red
- Kōji Sueyoshi : Hayate/Ginga Green
- Teruhide Takahashi : Gōki/Ginga Blue
- Nobuaki Takahashi : Hikaru/Ginga Yellow
- Juri Miyazawa : Saya/Ginga Pink

Soutien
- Teruaki Ogawa : Black Knight Bull Black (épisodes 18-25)
- : Krants
- : Yōsei Bokku
- : Haruhiko Aoyama
- : Yūta Aoyama
- : Elder Ōgi (épisodes 1-2, 50)
- : (voix : Rokuro Naya) Chie no Ki Mōku (épisodes 3-48, 50)
- : Degius

Les pirates de l'espace Barban
- : (voix : Hidekatsu Shibata) Capitaine Zeihab
- : Sōdashi Sherinda (épisodes 1-49)
- : Tarugakusha Bukuratesu (épisodes 1-48)
- : Les quatre généraux Barban (épisodes 1-49)

## Commentaire
On remarquera que Haruhiko et Yûta porte le même patronyme que Saburô de Goggle V.